# 马列托亚·塔努马菲利二世
马列托亚·塔努马菲利二世（1913年1月4日—2007年5月11日），萨摩亚终身国家元首。
塔努马菲利出生于萨摩亚的一个马他伊家族，早年赴新西兰留学。1939年，继任“马列托亚”（萨摩亚的4个最高酋长头衔之一）。后在新西兰托管萨摩亚时任新西兰总督的顾问。1959年，同另一位传统领袖图普阿·塔马塞塞·梅阿奥莱一道担任独立工作委员会主席。1962年1月1日，萨摩亚独立，两位主席同时出任终生国家元首。图普阿·塔马塞塞·米阿利于1963年去世后，塔努马菲利单独担任国家元首。
塔努马菲利是世界上唯一一个信奉巴哈伊教的国家元首。